# Poliție călare

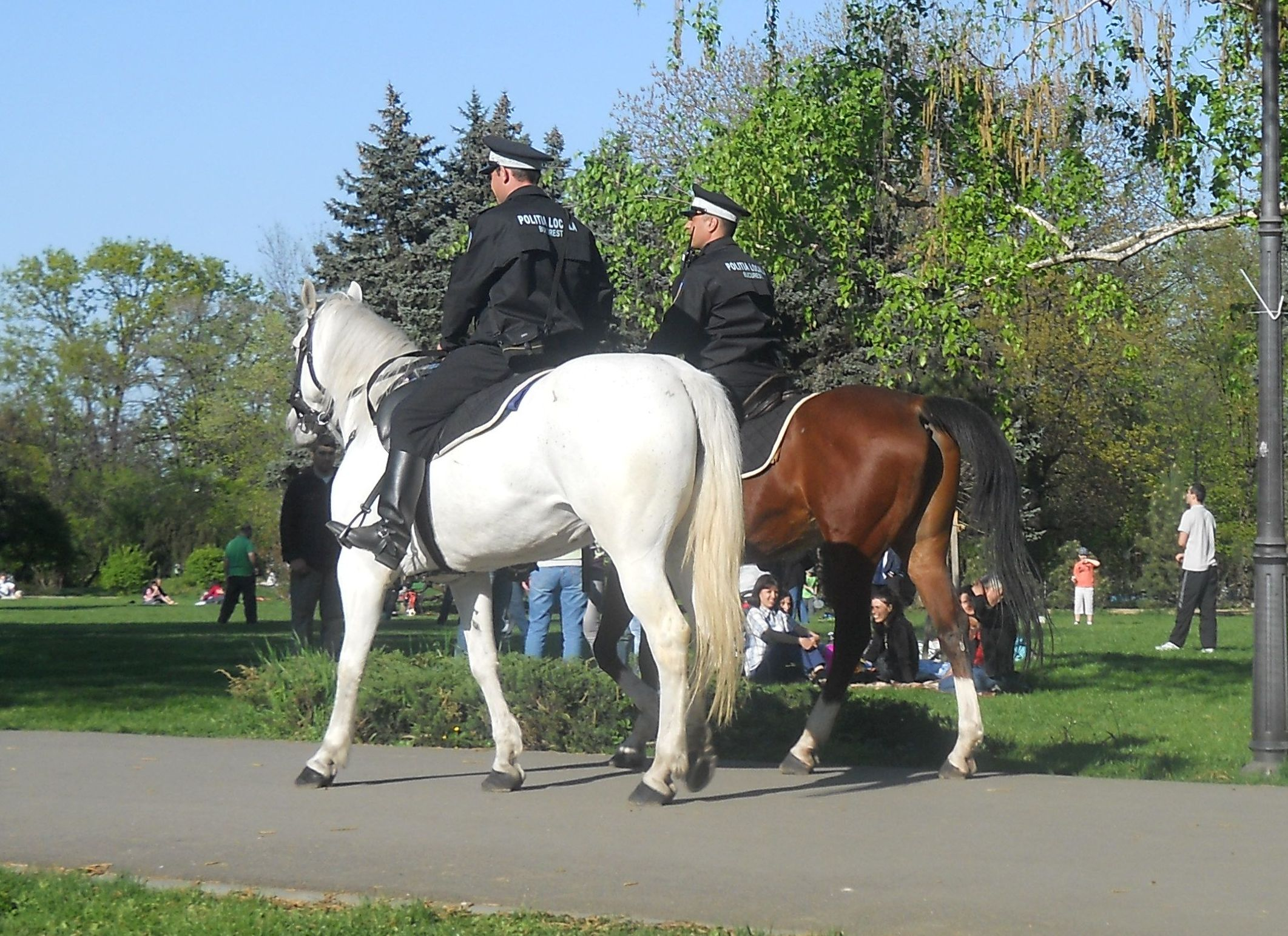
Poliție călare în Parcul Herăstrău

Poliția călare este formată din polițiști care utilizează cai drept mijloc de transport.
Este utilizată în regiuni greu accesibile dar și în aglomerări urbane unde poate avea o funcție ceremonială dar și controla masele de oameni la demonstrații din cauza masei cailor și a avantajului înălțimii.

## Echipament
Harnașamentul folosit de poliția montată este similar cu tactilul de echitatie standard, cu adaptări pentru folosirea poliției. Șaua sintetică este adesea favorizată față de cele realizate din piele naturală pentru a reduce greutatea, importante atât datorită orelor de călătorie lungi, cât și datorită faptului că ofițerii de poliție trebuie să transporte numeroase articole de echipament personal. Potcoavele cu tracțiune mare, fabricate din metale de specialitate sau prevăzute cu tălpi de cauciuc, sunt utilizate în mod obișnuit în zonele urbane în locul unor potcoave de oțel standard, care sunt predispuse la alunecare pe pavaj. Pantofii din cauciuc talpa produc, de asemenea, mai puțin zgomot decât pantofii de oțel și borcanul copitei mai puțin. Caii care lucrează în controlul revoltelor poartă îmbrăcăminte facială, din perspex, astfel încât animalele să poată vedea în continuare. Ofițerii înșiși sunt adesea echipați cu bastoane speciale din lemn sau policarbonat pentru utilizare pe căi, deoarece bastoanele de patrulă standard ar avea o lungime insuficientă pentru a lovi indivizii la nivelul solului.

## Istoric
Marchechaussée franceze - predecesorii direcți ai jandarmeriei și prima forță polițienească națională într-un sens modern - au fost un corp de consiliu complet montat de la înființarea lor la începutul secolului al XVIII-lea. Drumurile slabe și zonele rurale extinse au făcut poliția ca o necesitate în statele europene până la începutul secolului al XX-lea. Înființarea unor organe de drept organisme organizate în întreaga Africa, Asia și America în perioada epocii coloniale și post-coloniale a făcut ca conceptul de poliție de călători să fie acceptat aproape în întreaga lume. Exemple notabile au inclus Poliția Regală Canadiană, Ruralele mexicane, Poliția britanică sud-africană, zapitetul turc / cipriot și caballeria (filiala mondială).

## Galerie de fotografii

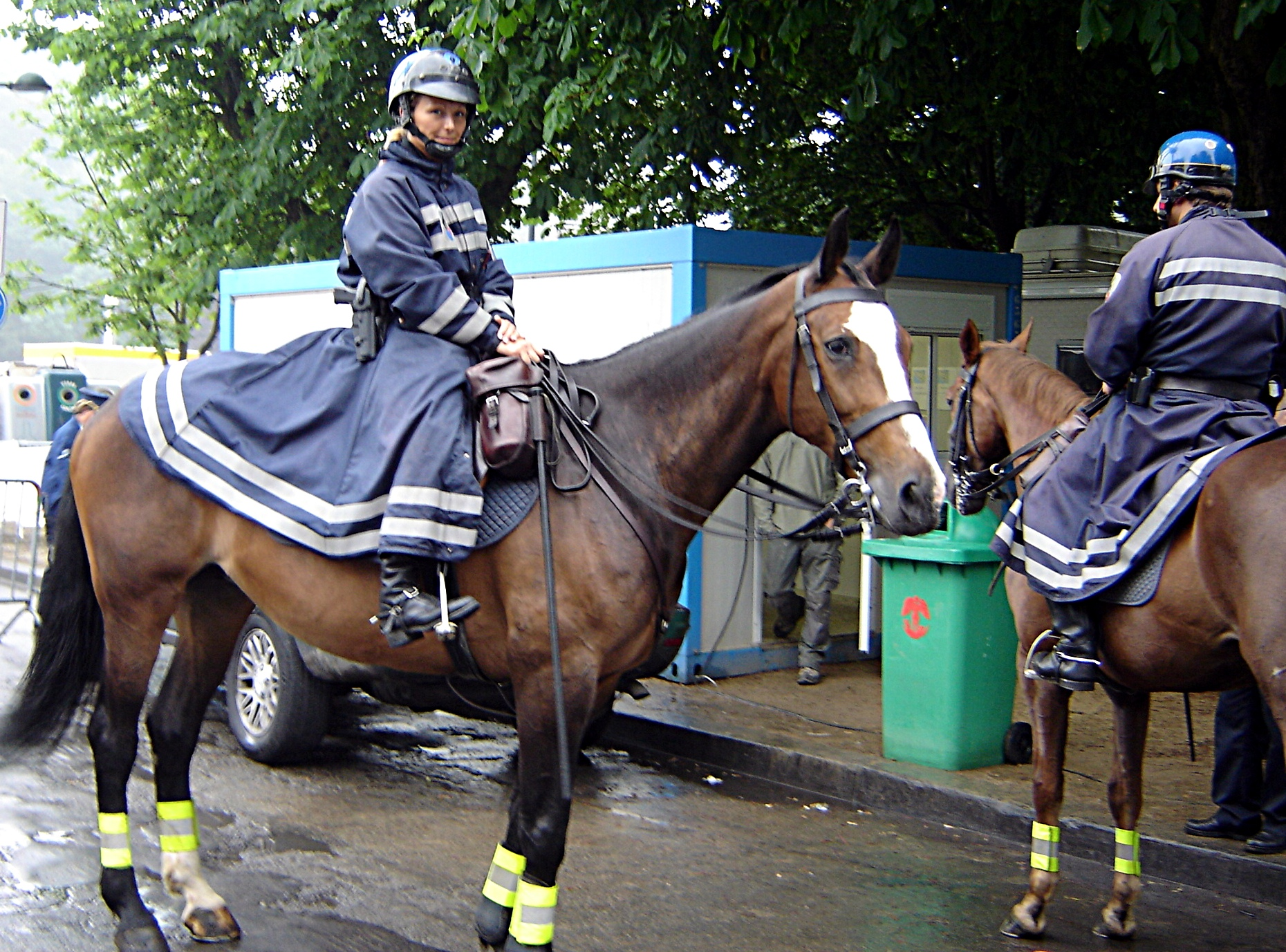
Poliţia călare - Bruxelles, Belgia
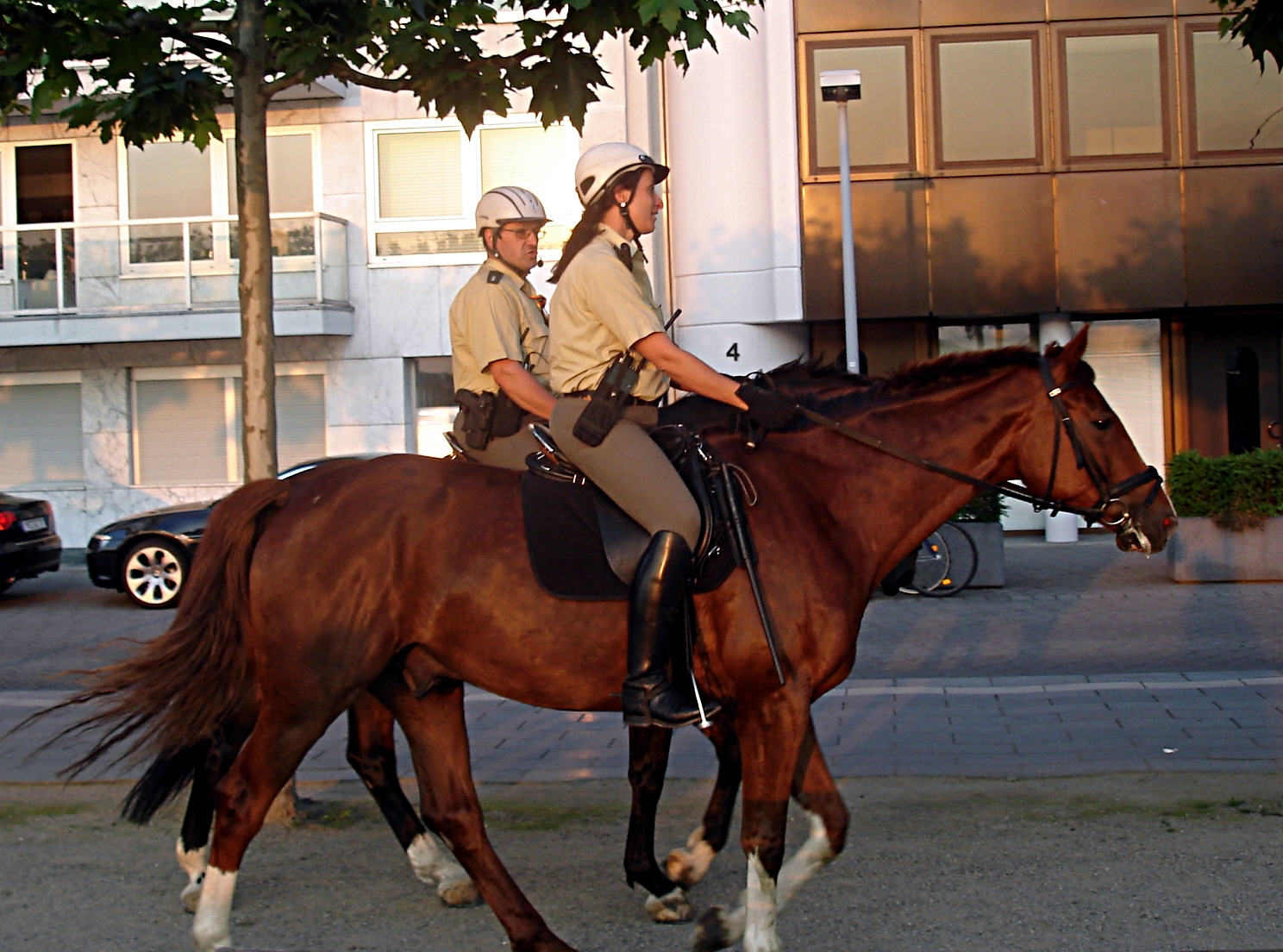
Poliţia călare - Köln, Germania
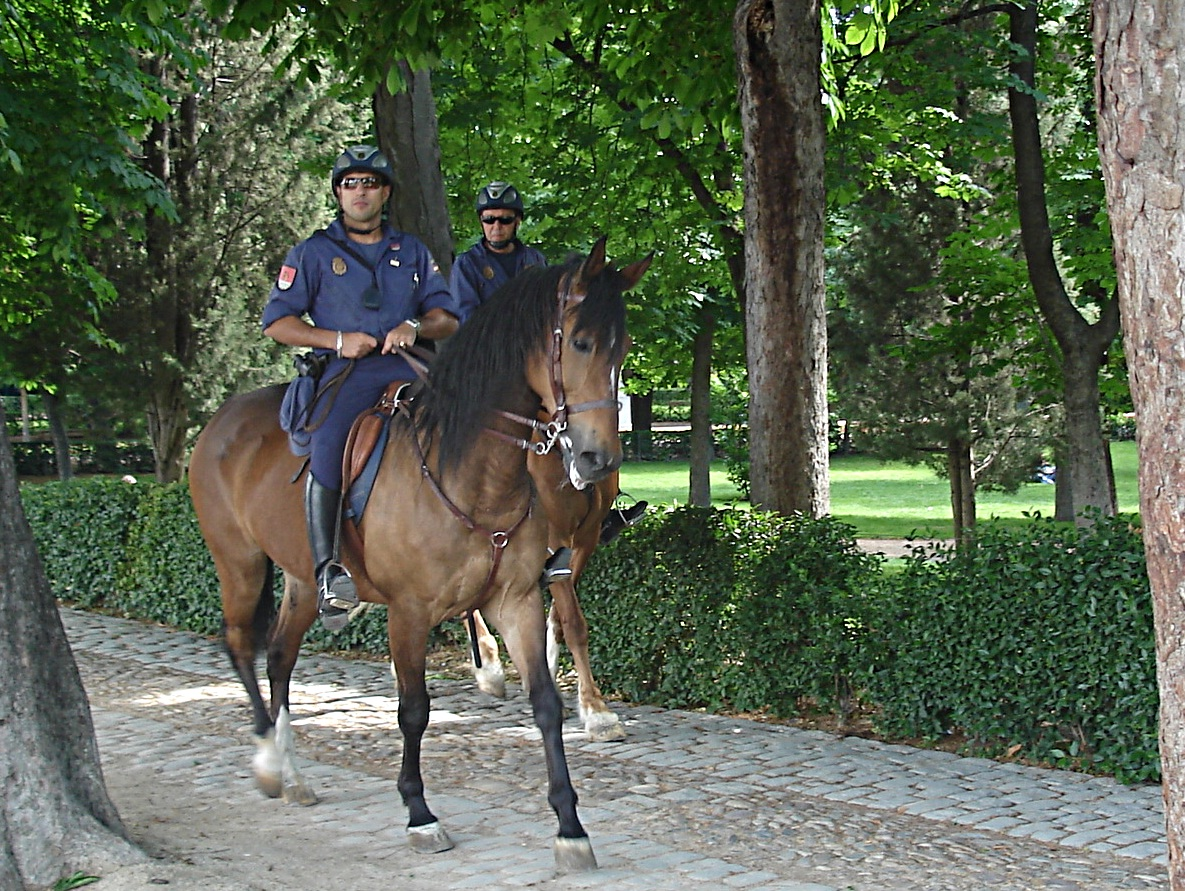
Poliţia călare - Madrid, Spania
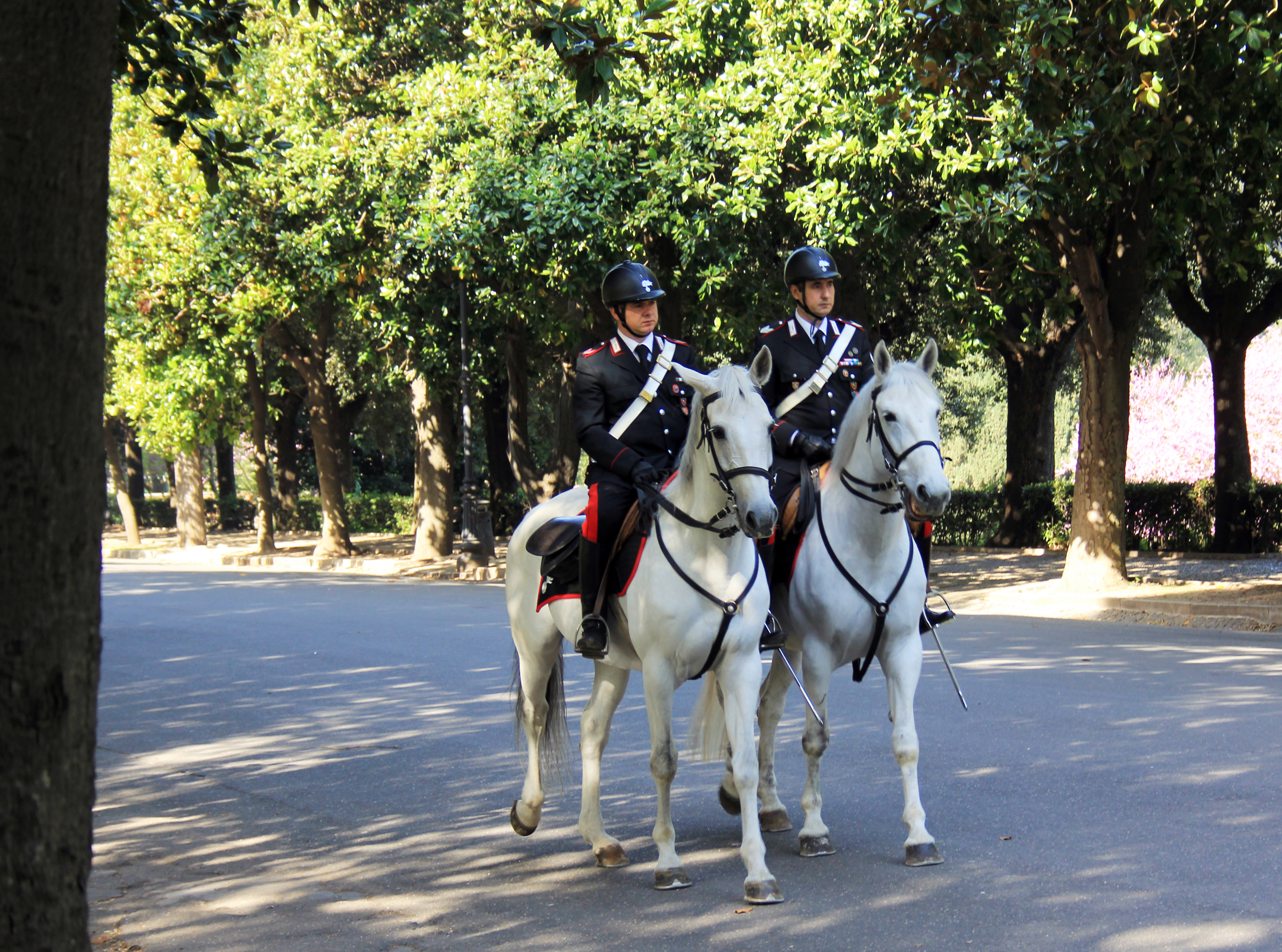
Italian Police in Villa Borghese, Roma
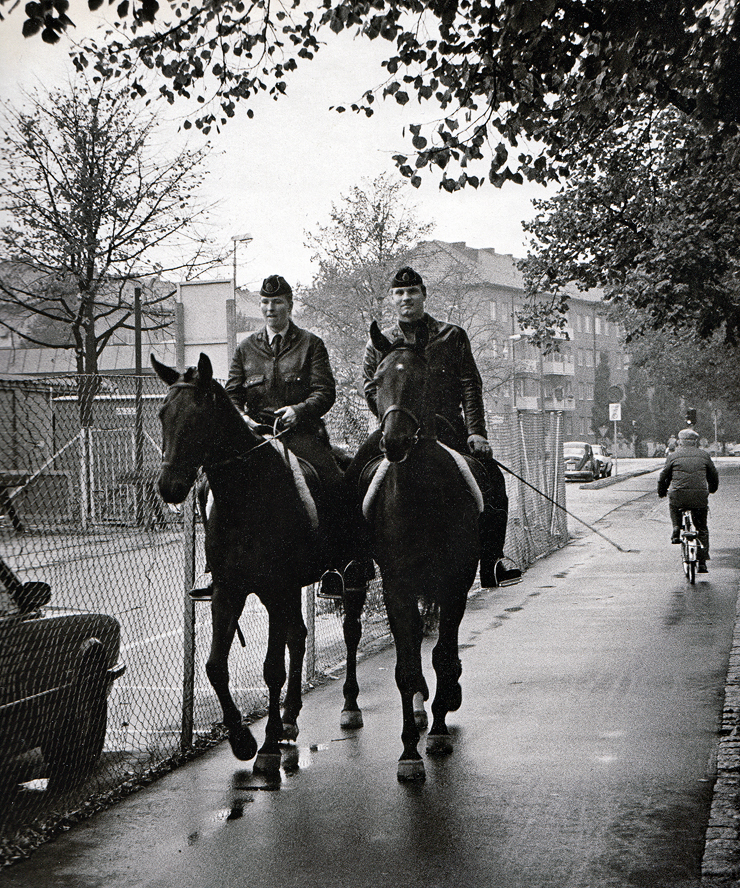
Poliţia călare - Malmö, Suedia 1985.